# Aspidiphorus perexiguus
Aspidiphorus perexiguus es una especie de coleóptero de la familia Sphindidae.

## Distribución geográfica
Habita en las islas Seychelles.